# ایگور گالو
ایگور گالو (انگلیسی: Igor Galo؛ زادهٔ ۵ دسامبر ۱۹۴۸) بازیگر اهل صربستان و کرواسی است.
از فیلم‌ها یا برنامه‌های تلویزیونی که وی در آن نقش داشته‌است می‌توان به صلیب آهنین، نیروی نهایی، مأموریت استادیوم، و پل اشاره کرد.